# Titans of Creation
Titans of Creation — тринадцатый студийный альбом американской трэш-метал-группы Testament, вышедший 3 апреля 2020 года.

## Об альбоме
Возможность появления двенадцатого альбома была впервые упомянута в марте 2017 года вокалистом Чаком Билли в интервью японскому изданию Roppongi Rocks; Билли сказал, что группа уже начала работать над новым материалом, и планирует продолжать писать материал летом после тура в Европе и США. Он выразил надежду, что альбом будет выпущен в 2018 году, заявив: «Мы думали, что выпустим новый альбом в течение двух лет; в итоге получилось четыре года, потому что процесс… Я не знаю, что случилось, но это заняло вечность. Так что в этот раз знаете что? Я не хочу, чтобы это повторилось. Я сказал Эрику, как только мы закончили запись альбома: „Знаешь что? Сейчас это отличная пластинка, но я не хочу проходить через то, через что мне пришлось пройти снова. Так что почему бы не начать запись сейчас?“ Так что мы решили, что когда мы не в дороге, давайте соберемся вместе и просто поиграем, придем к тому, к чему мы пришли с этим альбомом — кучка идей и риффов и лирика». В декабре 2017 года в интервью Metal Messiah Radio Билли заявил, что Testament начнет работу над своим новым альбомом после того, как они закончат гастроли в поддержку Brotherhood of the Snake в августе 2018 года, надеясь не повторять четырёхлетние пробелы между их последними тремя альбомами. Он объяснил: «Если мы сможем начать работу над риффами и идеями, а потом, надеюсь, после этого, вы знаете, действительно погрузимся в запись альбома где-то в 2019 году».
Питерсон подтвердил в феврале 2018 года в интервью RockSverige, что он начал процесс написания песен, и добавил: «Наш план был — закончить в августе 2018 года и, возможно, попасть в студию к концу 2018 года и записать альбом в 2019 году. Но, вы знаете, Slayer объявили о своем прощальном туре, и они хотят, чтобы мы были частью этого. Я бы предположил, что если это произойдет, то все будет немного отложено, но первоначальный план — это выпустить его в 2019 году». Билли заявил в мае 2018 года, что открытие для Slayer в их прощальном туре будет последним кругом [их] гастролей в поддержку Brotherhood of the Snake и добавил: «Мы хотим, чтобы наше внимание во время этого и после этого погрузилось в процесс написания песен. Мы хотим выпустить новый альбом в 2019 году, поэтому нам нужно скоро начать». В июне 2018 года Билли сказал на радио Full Metal Jackie: «Цель — отправиться в студию в январе с надеждой выпустить альбом к апрелю». Месяц спустя Билли заявил в интервью журналу Metal Heads Forever: «Я и Эрик, мы начнем на самом деле просто придумывать и работать, пытаясь как можно скорее завершить следующую запись, потому что у нас есть планы и надежды установить крайний срок для нас к лету 2019 года. У нас впереди много работы». В августе 2018 года на подкасте Talking Metal Билли сказал, что группа начнет работу над новым альбомом после своего тура с Slayer. Он также сказал, что они будут работать с Энди Снипом, который сведет альбом.
В январе 2019 года в интервью Джимми Кею из канадского The Metal Voice Билли подтвердил, что Testament пишут песни для своего двенадцатого альбома, и добавил: «Надеемся, что он выйдет к июлю. Надеюсь, мы попадем в студию к апрелю. Такова цель». Через месяц Билли объявил в социальных сетях, что работа над новым альбомом началась, а предпродакшн начался в мае. В июне 2019 года Джин Хоглан сказал в интервью подкасту «Talk Toomey», что работа над новым альбомом завершена, и он выйдет в 2019 или в начале 2020 года. Позже, в этом же месяце, Питерсон объявил, что альбом выйдет в январе 2020 года. 16 января 2020 года Билли в интервью Алексу Хаберу из Heavy New York назвал дату выхода предстоящего альбома — 3 апреля 2020 года. 30 января того же года вышел первый сингл «Night of the Witch». 31 января в инстаграме группы была выложена обложка альбома, получившего название Titans of Creation, а также стал известен трек-лист. 6 марта вышел сингл «Children of the Next Level». Группа исполнила оба сингла на концертах еще до выхода альбома. 3 апреля, в день выхода альбома, был выпущен видеоклип на песню «Children of the Next Level».

## Отзывы критиков
Альбом получил всеобщее признание критиков, средневзвешенная оценка на агрегаторе рецензий Metacritic — 83/100. Джейсон Рош из Blabbermouth.net оценил альбом на восемь из десяти и сказал: «В то время как Testament в прошлом показал, что способен на гораздо большее с точки зрения текстов песен и творчества, тот факт, что группа использует свою силу в 2020 году, чтобы просто выпустить убийственную трэш-запись, полную песен на избитые темы, такие как Третья мировая война, серийные убийцы из прошлого поколения и самоубийственный культ „Врат Рая“, утешителен и очень приветствуется». Автор KNAC.com Питер Аткинсон, который оценил Titans of Creation на 3.5 звезды из 5, назвал это «своего рода пинком под зад, который нам всем сейчас не помешает. И альбом определённо пинает под зад». Критик AllMusic Джеймс Кристофер Монгер поставил альбому четыре звезды из пяти, написав: «13-я студийная работа легенд трэша района Залива Titans of Creation начинается со знакомого звука безупречных гитармоний, выкованного в доменной печи двойного басового барабана, и напряженные, приглушенные ладонями риффы. Вдохновленная массовым самоубийством религиозного культа НЛО „Врата Рая“, пылающая „Children of the Next Level“, может быть, выбивается из репертуара Testament, но её потенциал неоспорим».

### Награды
| Публикация           | Список                                   | Место     | Прим.  |
| -------------------- | ---------------------------------------- | --------- | ------ |
| Consequence of Sound | Топ 30 метал/хард-рок альбомов 2020 года | 24        | [ 28 ] |
| Louder Sound         | Топ 50 альбомов 2020 года                | 21        | [ 29 ] |
| Loudwire             | Топ 70 рок/метал-альбомов 2020 года      | Без места | [ 30 ] |
| Metal Hammer         | 50 лучших метал-альбомов 2020 года       | 15        | [ 31 ] |

## Список композиций
Все тексты написаны Чаком Билли и Дэлем Джеймсом, кроме отмеченных особо, вся музыка написана Эриком Питерсоном, кроме отмеченных особо.
| №                   | Название                     | Текст песни             | Музыка              | Длительность |
| ------------------- | ---------------------------- | ----------------------- | ------------------- | ------------ |
| 1.                  | «Children of the Next Level» |                         |                     | 6:13         |
| 2.                  | «WWIII»                      |                         |                     | 4:48         |
| 3.                  | «Dream Deceiver»             |                         |                     | 4:58         |
| 4.                  | «Night of the Witch»         | Билли, Питерсон, Джеймс |                     | 6:32         |
| 5.                  | «City of Angels»             |                         |                     | 6:43         |
| 6.                  | «Ishtars Gate»               |                         |                     | 5:09         |
| 7.                  | «Symptoms»                   | Алекс Сколник           | Алекс Сколник       | 4:37         |
| 8.                  | «False Prophet»              | Билли, Стив Суза        |                     | 4:54         |
| 9.                  | «The Healers»                |                         |                     | 4:23         |
| 10.                 | «Code of Hammurabi»          | Билли, Сколник, Джеймс  | Сколник             | 4:52         |
| 11.                 | «Curse of Osiris»            |                         |                     | 3:24         |
| 12.                 | «Catacombs»                  | —                       |                     | 2:01         |
| Общая длительность: | Общая длительность:          | Общая длительность:     | Общая длительность: | 58:34        |

## Принимали участие
- Чак Билли — вокал, продюсирование
- Эрик Питерсон — гитара, бэк-вокал в «Night of the Witch» и в «Curse of Osiris», продюсирование
- Алекс Сколник — гитара
- Стив Диджорджио — бас-гитара
- Джин Хоглан — ударные

Дополнительный персонал
- Лайл Ливингстон — клавишные на 12 композиции
- Грег Росс — бэк-вокал на некоторых песнях
- Риго Мартин — бэк-вокал на некоторых песнях
- Хуан Уртеага — продюсирование, запись
- Энди Снип[англ.] — сведение, мастеринг
- Элиран Кантор[англ.] — обложка

## Чарты
| Чарт (2020)                                   | Пиковая позиция |
| --------------------------------------------- | --------------- |
| Австралия (ARIA)                              | 30              |
| Австрия (Ö3 Austria)                          | 25              |
| Бельгия/Валлония (Ultratop)                   | 147             |
| Бельгия/Фландрия (Ultratop)                   | 175             |
| Великобритания (UK Rock & Metal Albums Chart) | 4               |
| Венгрия (MAHASZ)                              | 13              |
| Германия (Offizielle Top 100)                 | 3               |
| Польша (ZPAV)                                 | 7               |
| Португалия (AFP)                              | 36              |
| США (Billboard 200)                           | 96              |
| Финляндия (Suomen virallinen lista)           | 6               |
| Франция (SNEP)                                | 138             |
| Швейцария (Schweizer Hitparade)               | 7               |
| Шотландия (Scottish Albums Chart)             | 52              |
| Япония (Oricon)                               | 29              |